# 마이클 비즐리
마이클 비즐리(Michael Beasley, 1989년 1월 9일 ~ )은 미국의 농구 선수이다.